# 五环之歌
《五环之歌》是一首自2010年代起在中国大陸流行的网络歌曲。歌词据信由一名可能姓杨的不具名作者于2009年发表在饭否上，旋律则来自蒋大为演唱的《牡丹之歌》。2011年，德云社相声演员岳云鹏在一档相声中首次演唱了《五环之歌》，使之迅速成为话题。有多名歌手曾经在商业演出中翻唱过本曲，并收录在至少3个专辑中。《五环之歌》有非官方的北京市市歌之称。

## 曾经演唱过的歌手
- 毛阿敏[4]
- 张信哲[5]
- 岳云鹏
- MC HotDog
- 王麟[6]
- 徐佳莹
- 上海彩虹室内合唱团[2]
- 吴莫愁[7]
- 莫文蔚[8]

## 现实的反响
虽然本曲因岳云鹏的表演而闻名，实际上词曲均非岳云鹏原创。但公众多将本曲误会为岳云鹏作词，甚至曾经产生其他翻唱者侵权的误会。至于使用的《牡丹之歌》的旋律，据岳云鹏表示已经得到蒋大为的口头授权。
《五环之歌》具有咏叹调的旋律和无厘头的歌词，因此受到欢迎。曾经演唱过本曲的毛阿敏表示初次听到《五环之歌》时被“逗得乐到”，觉得有一种"死皮赖脸的感觉"。有观点认为《五环之歌》的流行代表了北京市民的无奈情绪。北京市近年来面对人口无序增长，城市快速扩张和交通状况恶化的情况。虽然官方喜欢推广歌功颂德式的城市歌曲，但相比来说，《五环之歌》里描述的交通拥堵和城市扩张导致的焦虑心态才是北京市民每天面对的日常。因此本曲的流行，某种意义上是处于弱势的北京市民面对无力改变之现状的一种无风险和低姿态的反抗。 首都师范大学研究员郑以然认为，从修辞上看，《五环之歌》刻意制造一种“废话式”的幽默。“啊 五环 你比四环多一环。啊 五环 你比六环少一环。”五环当然比四环多一环，比六环少一环，看似没有意义。然而正是这种比较，却暗示了北京“环环相扣”的空间等级。在环路序号与经济社会地位呈现逆相关的北京，五环的居民们比上（四环）不足，比下（六环）有余，他们正是城市里的大多数。最后的自问自答“修到七环怎么办？你比五环多两环。”令人忍俊不禁的同时，其实表达了一种普通民众对于城市扩张和居住境遇的无奈与无力之感。歌曲中的“五环”作为空间标志的出现，精准地定位出了北京版图中的特定人群，这一群人是这首歌曲的忠实粉丝和传播主力。五环所派生的共同城市生存经验，让他们形成了强大的凝聚力，与自嘲式的身份认同。北京五环外的居民在现实世界被边缘化，但在网络世界里却是主流发声者，在他们的眼中，二环北京不是属于自己的北京，而五环北京才是他们自己的北京。
2015年7月，电影《煎饼侠》使用岳云鹏与饶舌歌手MC Hotdog合作，以曲艺唱腔与Rap混搭，重新编曲的《五环之歌》作为推广曲、插曲。
2018、2019年，《牡丹之歌》歌词版权所有者北京众得文化传播有限公司多次以侵犯其对该歌曲享有的改编权为由，将演唱《五环之歌》的岳云鹏及使用歌曲的相关商业合作方告上法庭。 北京海淀区人民法院和天津市第三中级人民法院经审理认为，《五环之歌》的歌词不构成对歌曲《牡丹之歌》歌词的改编，故未侵犯众得公司对歌曲《牡丹之歌》词作品享有的改编权。北京海淀区法院还认为，众得公司未获得曲作者的相应授权，无法以自己的名义单独主张曲作品及歌曲整体的相关权利。
2016年8月，北京七环路（即G95高速公路）全线通车。因这首歌的歌词中提到北京“终有一天”会“修到七环”，此事被一些媒体调侃为预言成真。